# لوانا بيوفاني
لوانا إلديا أفونسو بيوفاني (من مواليد 29 أغسطس 1976) ممثلة برازيلية وعارضة سابقة.

## روابط خارجية
- لوانا بيوفاني على موقع IMDb (الإنجليزية)
- لوانا بيوفاني على موقع ألو سيني (الفرنسية)
- لوانا بيوفاني على موقع أول موفي (الإنجليزية)
- لوانا بيوفاني على موقع قاعدة بيانات الأفلام السويدية (السويدية)
- لوانا بيوفاني على موقع قاعدة بيانات الفيلم (الإنجليزية)
- لوانا بيوفاني على موقع كينوبويسك (الروسية)